# Amando Risueño
 (août 2020).
Amando Risueño est un guitariste chanteur interprète de musiques d'Argentine et de musiques du monde.

## Biographie
Né à Buenos Aires en 1969, Amando Risueño commence à apprendre la guitare classique dès l'âge de dix ans. Il suit des études de guitare classique au Conservatoire national de musique Carlos López Burchardo. Il se tourne ensuite vers la guitare électrique et les esthétiques jazz, blues, rock, pop. Ces expériences l'amènent à s'interroger sur son identité culturelle et les musiques de son pays. Il se lance alors dans le répertoire tango et participe à des projets musicaux collectifs en Argentine, en Nouvelle-Zélande et au Royaume-Uni.
En 2011, il s'installe en France et se produit principalement comme soliste à la guitare et au chant. Il travaille des répertoires de musiques du Rio de la Plata et de l'arrière-pays argentin comme la zamba, la chacarera, l'estilo, la vidala, la milonga, la milonga pampeana...

## Profil musical
Amando Risueño puise dans l'émotion de la musique pour toucher la fibre intime de chacun. Ses interprétations sont poétiques et profondes attachées à la mélodie et affranchies du rythme.
Il s'inspire de musiciens de genres et d'esthétiques variées comme Jean-Sébastien Bach, Bill Frisell, Egberto Gismonti, Alfredo Zitarosa, Joe Pass, Atahualpa Yupanqui, Anibal Troilo...

## Discographie
- Tangos de mi Flor[2], label Nuevo Mundo, décembre 2013
- Campo abierto[3], label Nuevo Mundo, Inouïe distribution, septembre 2018
- El canto del viento[4], label Nuevo Mundo, Inouïe distribution, novembre 2020

Son premier disque soliste, « Tangos de mi Flor » (2013) est consacré au tango. Il enregistre ensuite « Campo abierto » (2018) dans lequel s'entrecroise le répertoire de Buenos Aires (tango, valse) avec celui de l'arrière-pays (milonga, zamba, vidala),. Son troisième album « El canto del viento » (2020),, est entièrement dédié au grand musicien et poète argentin Atahualpa Yupanqui.